# Convento

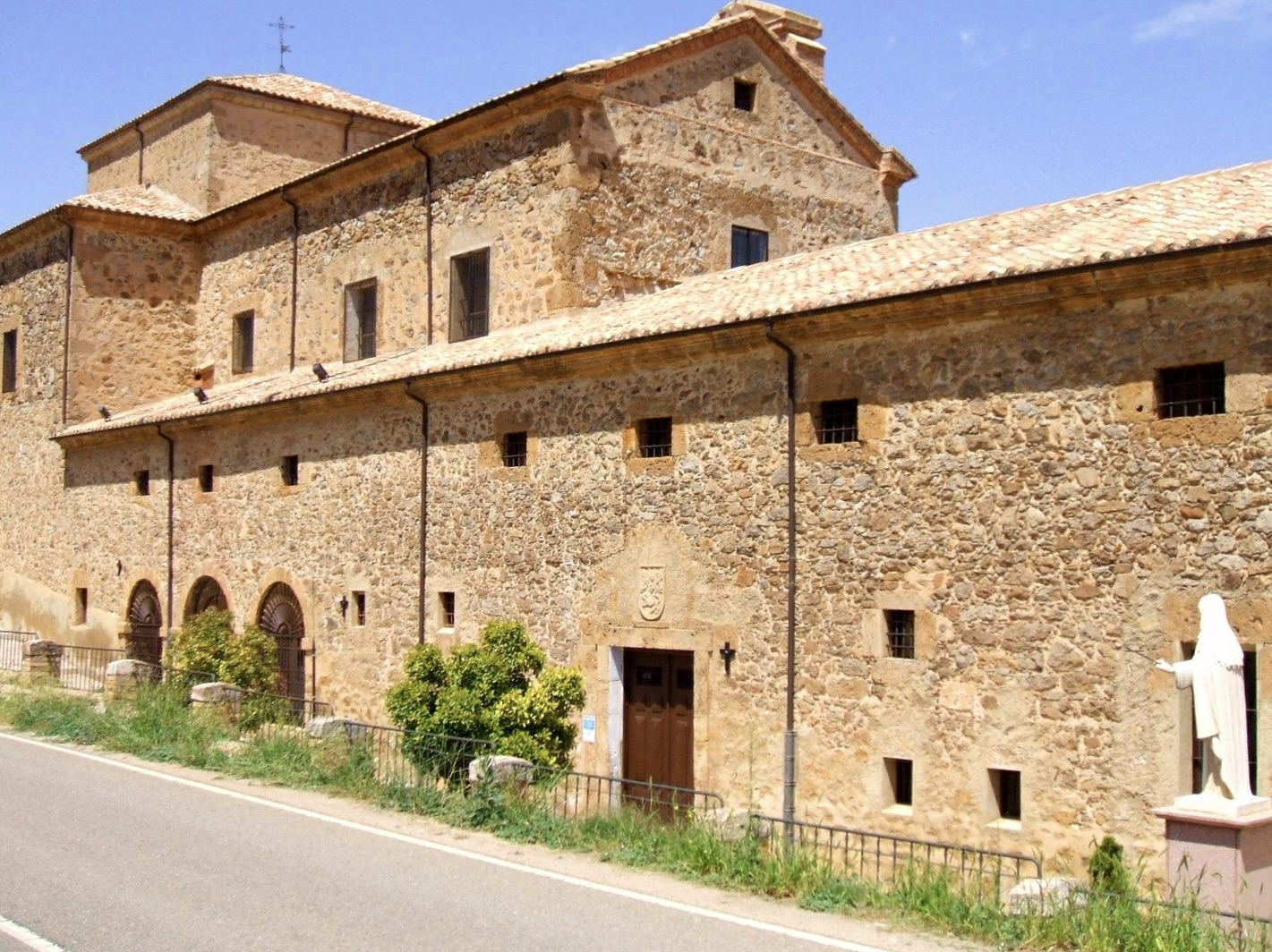
Fachada do Convento de la Concepción de Ágreda, em Espanha. Trata-se de um convento de freiras da Ordem da Imaculada Conceição.

O termo convento, do latim conventus, que significa "assembleia", advém originalmente da assembleia romana, onde os cidadãos se reuniam para fins administrativos ou de justiça (convento jurídico; conventum juridicum).
Posteriormente passou-se a utilizar o termo no sentido religioso do monasticismo, quando, para melhor servir e amar a Deus, os homens se retiravam do mundo, primeiro sozinhos, depois em grupos de monges (comunidades religiosas), para edifícios concebidos para este fim, chamados conventos.
São Bento, no Ocidente, foi o primeiro a criar a estrutura que levava este nome. Posteriormente ao trabalho da Igreja, juntou-se o das cruzadas, a partir do século XII, nas ordens militares, e o dos apostolados nas ordens mendicantes. Os conventos, fosse qual fosse o estilo arquitectónico da sua construção, mantinham um traçado fundamentalmente igual, dadas as exigências da vida religiosa em comunidade: a igreja conventual com o coro; o claustro no rés-do-chão para onde abriam as salas em que se realizavam os outros actos de vida em comum; a sala do capítulo para as reuniões solenes de instrução e correcção, donde normalmente também eram erguidos o refeitório e a biblioteca; em cima, a toda a volta, corriam os dormitórios, com celas individuais; ao redor do edifício, campo para recreio e cultivo.
Por vezes, o termo convento é confundido, erradamente, com mosteiro. Convento é o termo usado para o edifício construído na malha urbana, normalmente delimitada por uma muralha. A designação de mosteiro aplica-se ao oposto, ou seja, para edifício construído fora da cidade.
Hoje em dia, devido à expansão das cidades, muitos mosteiros encontram-se já em zona urbana. No entanto, na hora de os classificar, deve ser levado em consideração o entorno na data da sua construção.
Exemplo disso é o Mosteiro de Celas, Coimbra. No século XIII (data de fundação), estava a alguns quilómetros da Cidade. Hoje em dia, encontra-se em pleno coração da malha urbana.

## Edificações em Portugal

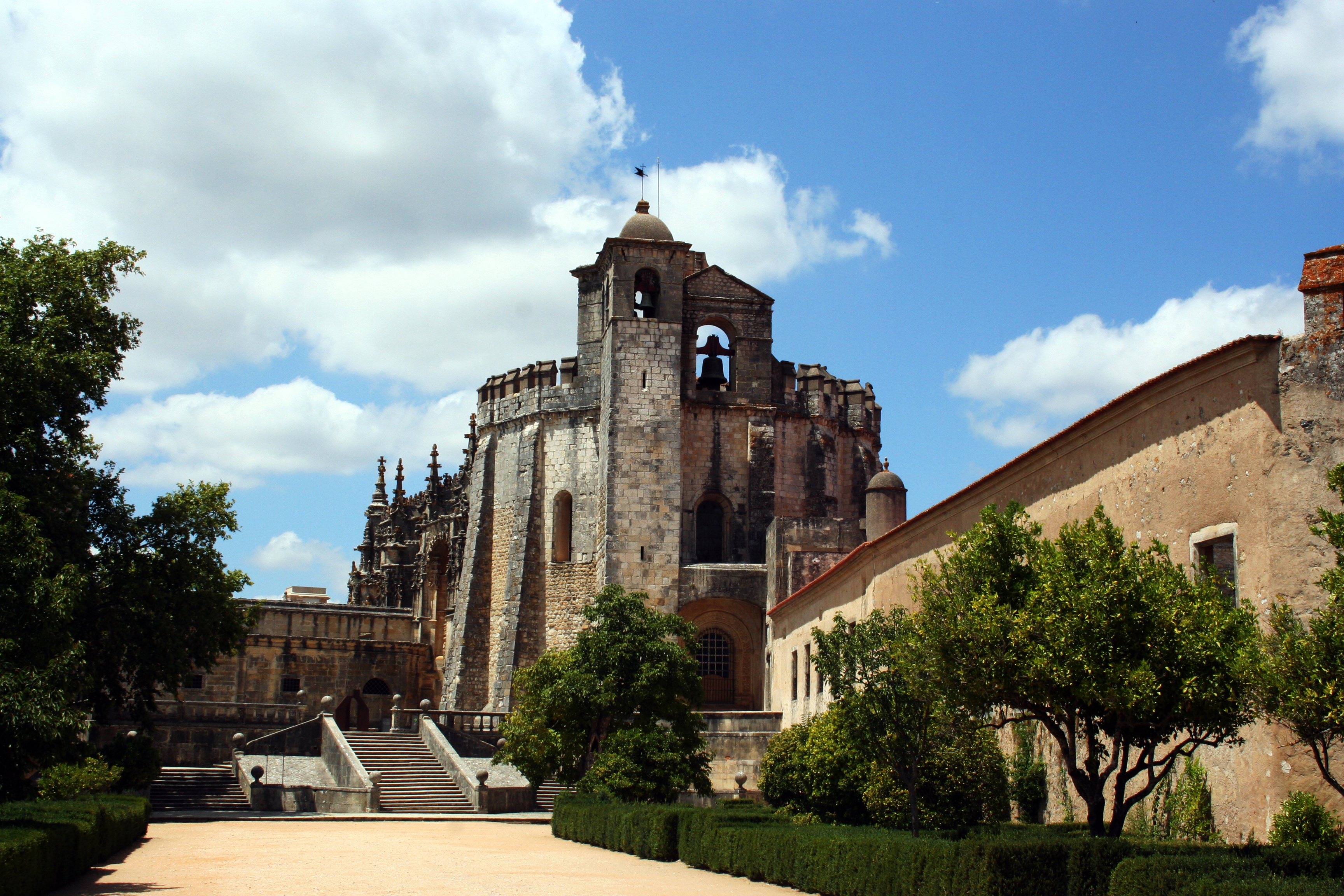
Convento de Cristo, em Tomar.

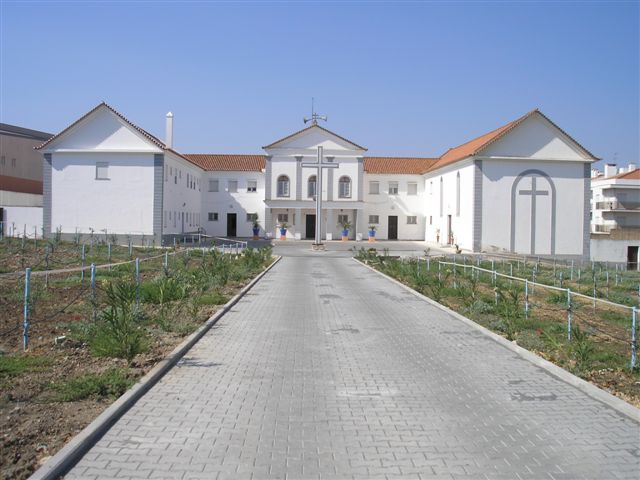
Convento do Sagrado Coração de Jesus, em Beja, no Alentejo.

Todos os conventos foram abolidos com a extinção das ordens religiosas em 1834, passando os bens e edifícios para o Estado. No entanto, a maior parte desses conventos pela sua arquitectura são hoje monumentos nacionais como os já citados de Mafra e Arrábida, os da Batalha e do Carmo em Lisboa, o do Buçaco e o de Santa Cruz em Coimbra.

## Edificações no Brasil
A história dos conventos no período colonial brasileiro guarda relação íntima com o precário sistema feitoral aplicado no Brasil. A Coroa Portuguesa sempre estimulou a vinda de portugueses solteiros, que não titubeavam em manter relações carnais com as nativas, chocando os jesuítas que aqui chegavam por volta de 1549. Vale ressaltar a notória carta do Padre Manoel da Nóbrega solicitando ao rei lusitano o envio de mulheres brancas, órfãs e até "desonestas" para casaram com os colonos.
Esse desequilíbrio demográfico surgido entre homens e mulheres brancas causaria no aparecimento dos conventos e clausuras femininas até o século XVIII.
Porém, apesar desta necessidade social, não foram raros os pedidos para a implantação destas instituições, inclusive para as mulheres devotas ou que estivessem com a honra em perigo pela orfandade ou ausência prolongada dos pais, maridos e demais familiares.
O famoso padre ainda suplicara para que organizassem "casas de recolhimento com freiras para abrigar meninas indígenas" e assim protegê-las dos "vícios da carne" que se alastravam pela colônia. A criação destas casas foi, de fato, medida eficaz para determinar a abertura de conventos femininos, desviando-se dos obstáculos criados pela Metrópole.
O primeiro recolhimento colonial foi fundado em Olinda (1576).
Conventos e casas de recolhimento assemelhavam-se na estrutura funcional. As internas faziam profissão de fé ou votos religiosos como as freiras regulares, embora boa parte do tempo se encontravam em regime de reclusão total ou parcial.
Nestes recolhimentos, as meninas eram educadas nos princípios religiosos, "protegendo-as dos defeitos ordinários de seu sexo" e limitando o aprendizado a ler, escrever, calcular, coser e bordar. Atuavam, ainda, na reabilitação de madalenas arrependidas por erros cometidos no passado (assim chamadas por referência a Maria Madalena, citada nos Evangelhos, que teria sido prostituta). Inclusive, naquela época eles também funcionavam como confinamento de mulheres, solteira ou casadas, de "má fama", acusadas de traição ou algo semelhante, onde ficavam enclausuradas enquanto seus pais ou maridos viajavam ou como forma de punição por atos infames.
Os recolhimentos surgiram em várias capitanias, muitas vezes sem autorização prévia do rei, o que ocorreu com o Recolhimento de Santa Teresa, em São Paulo, ou o Recolhimento das Macaúbas, em Minas Gerais.
O primeiro convento em Salvador, capital da colônia à época, cujo pedido foi feito em 1644, somente foi autorizado pelo rei em 1665, e pelo papa em 1669. Criou-se então o Convento do Desterro da Bahia (1677), fundado pelas madres do mosteiro das Clarissas de Évora, sendo sua primeira abadessa a madre Margarida da Coluna. Entretanto, este não foi o marco do término das restrições impostas pela Coroa, pois só no século XVIII outras casas pias foram abertas, a maioria delas mantendo a função mista de convento e recolhimento, assim como aconteceu no Recolhimento do Senhor Bom Jesus dos Perdões (1723) e na Santa Casa de Misericórdia (1725), ambos na Bahia.